# Spilosoma occidens
Spilosoma occidens là một loài bướm đêm thuộc phân họ Arctiinae, họ Erebidae.